# Natalie Wood
Natalie Wood (született Natalja Nyikolajevna Zaharenko, másként Natasha Gurdin, San Francisco, Kalifornia, 1938. július 20. – Santa Catalina Island, Kalifornia, 1981. november 29.) kétszeres Golden Globe-díjas, háromszoros Oscar-díj-jelölt amerikai színésznő, aki ötévesen kezdte filmes pályafutását.

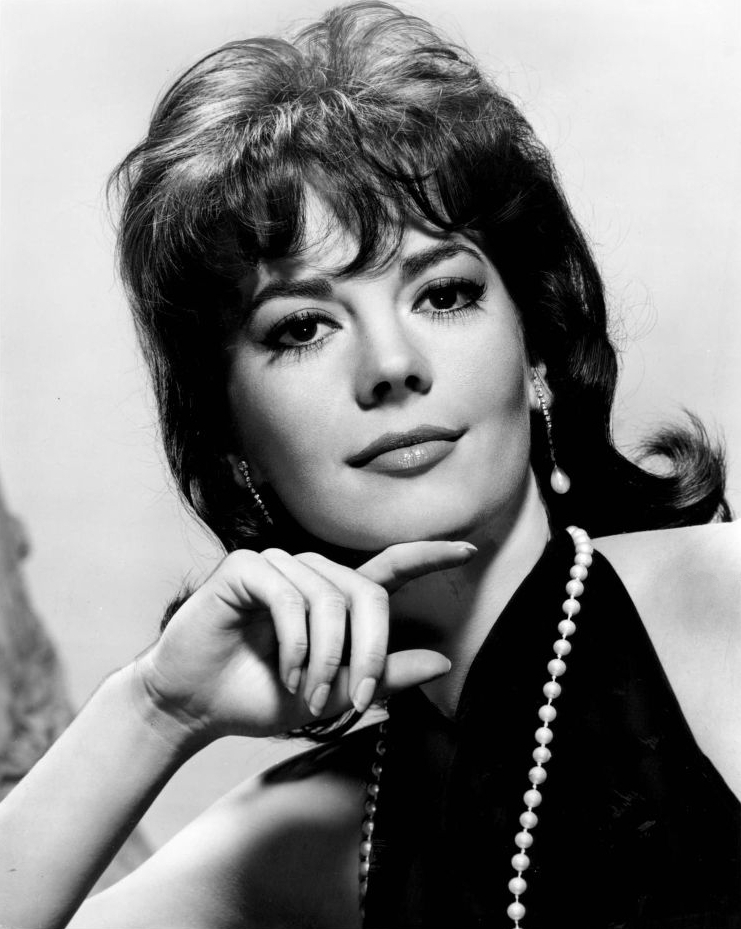
1963-ban

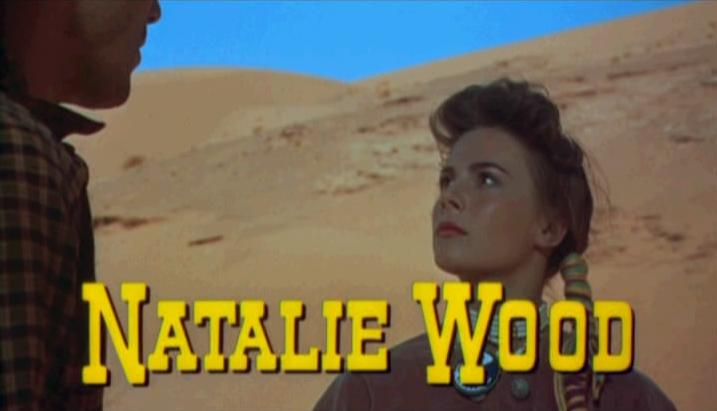
Az üldözők című filmben

## Élete

### Gyermekszínészként
Wood szülei, Nyikoláj és Mária Zaharenko orosz bevándorlók voltak. Nem sokkal születése után a család Santa Rosába költözött, ahol felfigyeltek rá és megkapta első szerepét, 4 éves korában már Natasha Gurdin néven szerepelt a Boldog ország című filmben. Édesanyja hamarosan Los Angelesbe költöztette a családot és hozzákezdett lánya filmes karrierjének kiépítéséhez. Más gyerekszínészekhez hasonlóan az ő életét és karrierjét is nagyban befolyásolta édesanyja. Édesapjáról Wood életrajzírói azt állítják, passzív alkoholista volt.
Wood gyermekkorában 20 filmben szerepelt. Az 1947-es Csoda a 34. utcában című filmje tette széles körben ismertté. Testvére, Lana Wood szintén színésznő lett, Bond-lányként jelent meg a filmvásznon. Volt még egy Olga nevű testvérük is.

### Karrier
Gyermekszerepekbe kényszerítették egészen 1955-ig, amikor is megkapta a Rebel Without a Cause című filmben, amiben partnerei James Dean és Dennis Hopper voltak. Ebben a szerepében már a felnőtt, tehetséges lányt mutatták, nem pedig a kislányt. 25 éves korára háromszor jelölték Oscar-díjra; Rebel Without a Cause (Ok nélkül lázadó, Haragban a világgal), Splendor in the Grass (Ragyogás a fűben) és a Love With the Proper Stranger (Szerelem a megfelelő idegennel) című filmekben nyújtott alakításaiért.
1961-ben Mariát játszott a West Side Story-ban, a film nagy sikert aratott. A filmben eredetileg ő énekelt, de később inkább Marni Nixon hangját választották a filmkészítők. A következő évben már saját hangján énekelt a Gypsy című musicalben. 1965-ben szintén saját hangján énekelt a The Great Race című filmben amelyben olyan partnerei voltak, mint Jack Lemmon és Tony Curtis. Filmjeit nagy sikert arattak, bár Wood színészi játékát mindig is kritizálták, 1966-ban "elnyerte" a Harvard Lampoon-féle az év legrosszabb színésznőjének járó díjat. Miután szerepelt a Bob és Carol és Ted és Alice című filmben, félig-meddig visszavonult a filmezéstől.

### Magánélet

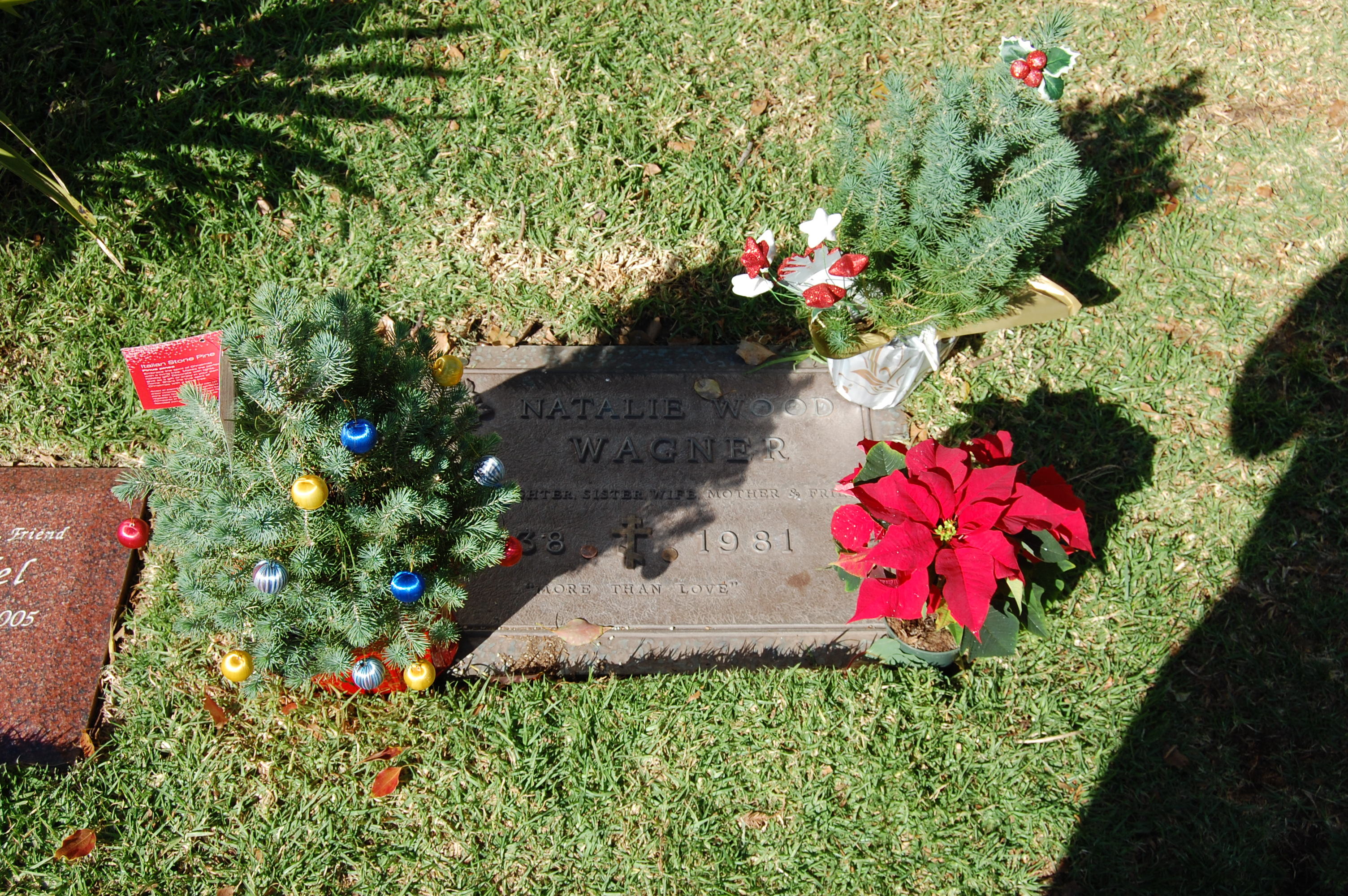
Natalie Wood sírja

1957. december 28-án hozzáment a nála 8 évvel idősebb Robert Wagnerhez, a házasságot 1962-ben felbontották. Egyesek szerint nem tudta elviselni férje golfmániáját, mások szerint anyagi gondok és a stressz is hozzájárult a váláshoz. Évtizedekkel később életrajzírók azt állították, azért hagyta ott Wagnert, mert kompromittáló helyzetben találta egy másik férfival.
1969-ben Richard Gregson felesége lett, de ez a házasság is válással végződött két év múlva. 1972-ben pedig újra nőül ment Robert Wagnerhez. Mindkét férjétől született egy-egy lánya. Gregsontól született lányát, Natashát Wood halála után Wagner fogadta örökbe. Másik lánya Courtney.
1981 novemberében már megkezdődött az Agyhalál című film forgatása, Christopher Walkennel. Hálaadás napja után Wagner, Walken és Wood Catalina szigetre mentek. Hajójuk, a Splendor Isthmus Cove-nál horgonyzott. Velük volt Dennis Davern, a hajó kapitánya, aki már évek óta dolgozott a párnak. Wood vagy el akarta hagyni a hajót, vagy a folyton a hajónak ütköző csónakot akarta átvinni a másik oldalra, amikor megcsúszott és a vízbe esett. Egy asszony egy közeli hajón hallott egy női hangot, aki segítség után kiált, de 15 perc múltán megszűntek a hangok.
Az igazságügyi orvosszakértő megállapította, hogy Wood alkoholos állapotban esett a vízbe és megfulladt. A testén eséstől származó nyomokat is találtak. Később azt állították, hogy ruhája túl sok vizet szívott magába és az húzta a víz alá.
2012. augusztus 7-én a halottkém a jelentését baleset miatti fulladásról, fulladásra és egyéb ismeretlen okokra módosította, mivel Dennis Davern (annak a hajónak a kapitánya, amelyről a színésznő a vízbe esett), azt nyilatkozta, hogy hallotta a házaspárt veszekedni a haláleset előtt.
Woodot a Westwood Village Memorial Park Cemetery-ben temették el. Halála előtt színházi debütálásra készült az Anastasia-ban.

## Filmográfia
| Év   | Cím                                                            | Szerep                         | Magyar hangja                                                   | Jegyzetek |
| ---- | -------------------------------------------------------------- | ------------------------------ | --------------------------------------------------------------- | --- |
| 1943 | Happy Land                                                     | kislány                        | –                                                               | |
| 1946 | The Bride Wore Boots                                           | Carol Warren                   | –                                                               | |
| 1946 | A holnapért élni kell (Tomorrow Is Forever)                    | Margaret Ludwig                | n.a                                                             | |
| 1947 | Driftwood                                                      | Jenny Hollingsworth            | –                                                               | |
| 1947 | A kísértet és Mr. Muir (The Ghost and Mrs. Muir)               | Anna Muir gyermekkorában       | n.a                                                             | |
| 1947 | Csoda a 34. utcában (Miracle on 34th Street)                   | Susan Walker                   | n.a                                                             | |
| 1948 | Scudda Hoo! Scudda Hay!                                        | Bean McGill                    |                                                                 | |
| 1949 | Father Was a Fullback                                          | Ellen Cooper                   |                                                                 | |
| 1949 | The Green Promise                                              | Susan Anastasia Matthews       | –                                                               | |
| 1949 | Chicken Every Sunday                                           | Ruth Hefferan                  | –                                                               | |
| 1950 | Never a Dull Moment                                            | Nancy 'Nan' Howard             | –                                                               | |
| 1950 | The Jackpot                                                    | Phyllis Lawrence               | –                                                               | |
| 1950 | Our Very Own                                                   | Penny Macaulay                 | –                                                               | |
| 1950 | No Sad Songs for Me                                            | Polly Scott                    | –                                                               | |
| 1951 | The Blue Veil                                                  | Stephanie Rawlins              | –                                                               | |
| 1951 | Dear Brat                                                      | Pauline                        | –                                                               | |
| 1952 | A sztár (The Star)                                             | Gretchen                       | n.a                                                             | |
| 1952 | Just for You                                                   | Barbara Blake                  | –                                                               | |
| 1952 | The Rose Bowl Story                                            | Sally Burke                    | –                                                               | |
| 1954 | The Silver Chalice                                             | Helena gyermekként             | –                                                               | |
| 1955 | Haragban a világgal (Rebel Without a Cause)                    | Judy                           | Balázs Ágnes                                                    | Golden Globe-díj, jelölés: Oscar-díj                                                                                  |
| 1955 | One Desire Egy vágy                                            | Seely Dowder                   | –                                                               | |
| 1956 | The Girl He Left Behind                                        | Susan Daniels                  | –                                                               | |
| 1956 | Forró hegyek (The Burning Hills)                               | Maria Christina Colton         | Borbás Gabi                                                     | |
| 1956 | A Cry in the Night                                             | Liz Taggert                    | –                                                               | |
| 1956 | Az üldözők (The Searchers)                                     | Debbie Edwards felnőttként     | –                                                               | |
| 1957 | Bombers B-52                                                   | Lois Brennan                   | –                                                               | |
| 1958 | Indulnak a királyok (Kings Go Forth)                           | Monique Blair                  | n.a                                                             | |
| 1958 | Marjorie Morningstar                                           | Marjorie Morgenstern           | –                                                               | |
| 1960 | Az előkelő fiatal kannibálok (All the Fine Young Cannibals)    | Sarah 'Salome' Davis           | n.a                                                             | |
| 1960 | Cash McCall                                                    | Lory Austen                    | –                                                               | |
| 1961 | West Side Story                                                | Maria                          | Zsurzs Kati                                                     | |
| 1961 | Ragyogás a fűben (Splendor in the Grass)                       | Wilma Dean Loomis              | Gubás Gabi                                                      | jelölés: Oscar-díj jelölés: Golden Globe-díj, legjobb drámai színésznő jelölés: BAFTA-díj, legjobb külföldi színésznő |
| 1962 | Gypsy                                                          | Gypsy Rose Lee                 |                                                                 | jelölés: Golden Globe-díj                                                                                             |
| 1963 | Szerelem a megfelelő idegennel (Love with the Proper Stranger) | Angie Rossini                  | Borbás Gabi                                                     | jelölés: Oscar-díj jelölés: Golden Globe-díj, legjobb drámai színésznő                                                |
| 1964 | Majd most kiderül (Sex and the Single Girl)                    | Helen Gurley Brown             | 1. magyar változat: Borbás Gabi 2. magyar változat: Kováts Adél | |
| 1965 | Daisy Clover belülről (Inside Daisy Clover)                    | Daisy Clover                   | n.a                                                             | jelölés: Golden Globe-díj                                                                                             |
| 1965 | Verseny a javából (The Great Race)                             | Maggie DuBois                  | Borbás Gabi                                                     | |
| 1966 | Penelope                                                       | Penelope Elcott                | –                                                               | |
| 1966 | Ez a ház bontásra vár (This Property is Condemned)             | Alva Starr                     | Kocsis Mariann                                                  | jelölés: Golden Globe-díj, legjobb drámai színésznő                                                                   |
| 1969 | Bob és Carol és Ted és Alice (Bob & Carol & Ted & Alice)       | Carol Sanders                  | n.a                                                             | |
| 1972 | A jelölt (The Candidate)                                       | Önmaga                         | n.a                                                             | |
| 1973 | Szeretők (The Affair)                                          | Courtney Patterson             | n.a                                                             | |
| 1975 | Peeper                                                         | Ellen Prendergast              | –                                                               | |
| 1976 | Macska a forró bádogtetőn (Cat on a Hot Tin Roof)              | Maggie                         | Jobba Gabi                                                      | |
| 1979 | Meteor                                                         | Tatjana Nyikolajevna Donszkaja | Bánsági Ildikó                                                  | |
| 1979 | Összetörtek szanatóriuma (The Cracker Factory)                 | Cassie Barrett                 | Molnár Piroska                                                  | |
| 1980 | The Memory of Eva Ryker                                        | Eva/Claire Ryker               | –                                                               | |
| 1980 | Az utolsó házaspár (The Last Married Couple in America)        | Mari Thompson                  | n.a                                                             | |
| 1980 | Most és mindörökké (From Here to Eternity)                     | Karen Holmes                   | Földessy Margit                                                 | |
| 1983 | Agyhalál (Brainstorm)                                          | Karen Brace                    | Andai Györgyi                                                   | |